# کام‌ایر (آفریقای جنوبی)
کامایر (آفریقای جنوبی) (به انگلیسی: Comair (South Africa)) یک شرکت هواپیمایی با کد یاتا MN است که در تاریخ ۱۹۴۳ میلادی تأسیس شده‌است.
دفتر مرکزی کامایر (آفریقای جنوبی) در خاوتنگ، آفریقای جنوبی واقع شده‌است و قطب این شرکت هواپیمایی در فرودگاه بین‌المللی اولیور تامبو قرار دارد و به ۱۰ مقصد، پرواز مستقیم انجام می‌دهد.

## مقصدهای پروازی
موریس

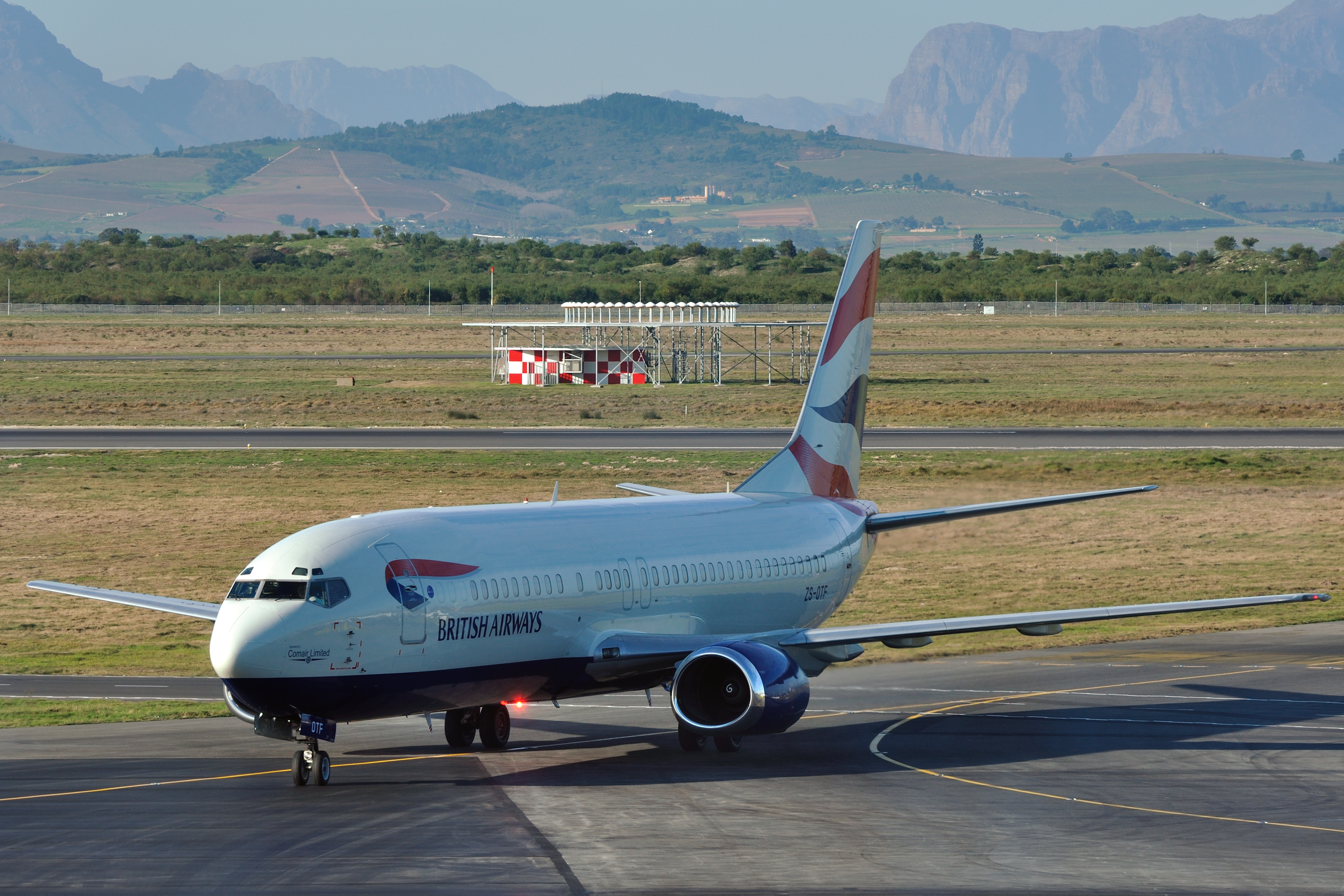

- فرودگاه بین‌المللی سر سیوساگور رامگولام

 نامیبیا
- ویندهوک - فرودگاه بین‌المللی ویندهوک هوسیا کوتاکو

 آفریقای جنوبی
- کیپ‌تاون - فرودگاه بین‌المللی کیپ‌تاون شهر مرکزی
- دوربان - فرودگاه بین‌المللی کینگ شاکا شهر مرکزی
- ژوهانسبورگ - فرودگاه بین‌المللی اولیور تامبو قطب
- پورت الیزابت - فرودگاه پورت الیزابت

 زامبیا
- Livingstone - فرودگاه لیوینگ استون

 زیمبابوه
- هراره - فرودگاه بین‌المللی حراره
- Victoria Falls - فرودگاه آبشار ویکتوریا

 سینت هلینا
- سنت هلن - فرودگاه سینت هلینا (از فوریهٔ ۲۰۱۶ آغاز خواهد شد)